# Robyn (álbum)
Robyn é o quarto álbum da cantora pop sueca Robyn. Esse álbum foi produzido por Konichiwa Records (a gravadora da própria cantora) em 27 de abril de 2005 na Suécia. O álbum representa a mudança no estilo musical de Robyn e destaque para a música Eletronic dance music. O álbum foi inspirado na dupla eletrônica The Knife e na banda de rock Teddybears. O álbum também foi marcado por ser o primeiro gravado pela própria gravadora da cantora, que foi fundada em 2005.

## História
Em 2003, Robyn deixou sua gravadora, Jive Records, pois faltou apoio artístico a ela, da gravadora. No ano anterior, ela disse que iria lançar seu terceiro álbum, Don't Stop the Music, mas sentiu-se desiludida pelas gravadoras, como Christina Aguilera nos Estados Unidos. Robyn descreveu o álbum como um "grande compromisso" e estava chateada pois o projeto "estava indo pra trás" e não estava acontecendo "o que [ela] queria".
No mesmo ano, Robyn retornou a sua casa, na Suécia e descobriu os irmãos da música eletrônica, The Knife. Ela inspirou-se no jeito em que a dupla se alto financiava e comprou suas gravações com a Jive Records. Ela estava livre do seu contrato, mas não queria assimar com nenhuma outra gravadora, porque ele sentia que "Seria totalmente ilógico! Por que eu faria isso? Eu sinto que terei que parar de fazer música ou comçar minha própria gravadora". Seis meses depois de deixar a Jive Records, Robyn fundou sua própria gravadora, a Konichiwa Records e começou a gravar suas músicas para seu quarto álbum.

## Recepção
Robyn foi recebida com aclamação por muitos críticos musicais. Em uma revisão da Allmusic, John Lucas chamou Robyn de "um dos melhores álbuns pops da década". A crítica Jessica Popper, da Stylus Magazine  esqueveu que o álbum "consegue unir vários gêneros musicais populares da atualidade, sendo, mesmo assim, um álbum pop perfeito. É um dos poucos álbuns do europop a merecer reconhecimento internacional. Jaime Gill do Yahoo! Music descreveu o álbum como "lúdico, singelo, atrevido e muito, muito feminino" e nomeou "Be Mine!" como a melhor música.
Billboard chamou o álbum de "atrevido, com um pop dance doce" e recebeu nota 86, de 100, do Metacritic. Foi um dos álbuns melhores classificados pela Metacritic e foi tido como um dos melhores álbuns pop da década. Entertainment Weekly classificou-o como o quarto melhor álbum de 2008.

## Lançamento
Robyn estreou como número um, nas paradas de sucesso da Suécia e tornou-se o álbum número um de Robyn. O álbum manteve-se na lista de mais vendidos por trinta e seis semanas, recebendo o disco de platina em 2006, por vender aproximadamente 40 mil cópias. O álbum alcançou a trigésima quinta posição na Noruega e manteve-se na lista por uma semana. Em maio de 2005, o álbum alçandou a posição de número sessenta, no top 100 dos álbuns europeus.
O álbum tornou-se o primeiro de Robyn a aparecer no UK Albums Chart, onde ele estreou como número vinte, em 20 de agosto de 2007. Na semana seguinte, o álbum pasou para a posição número dezenove. Em 13 de janeiro de 2008, o álbum voltou ao top 40, na posição número 18, tornando-se o 11º três semanas depois. Em janeiro de 2008, Robyn recebeu o disco de ouro no Reino Unido.
Em 2007, Robyn assinou um contrato de distribuição norte americana com a Interscope Records. Ela foi perguntada, pela Interscope, sobre incluir um rapper em seu álbum, com elementos de hip hop. Em uma entrevista com a Metro International, Robyn disse que entendia porque a gravadora queria incluir um rapper, mas ela não queria "trabalhar com um Akon ou outro rapper falho. Eu quero trabalhar com alguém que seja um gagsta, igual Snoop Dogg ou Method Man".
Em 29 de abril de 2008, Robyn finalmente lançou-se na América do Norte e estreou na Billboard 200, na 100º posição, com 7 mil cópias vendidas, Isso com apenas uma semana de vendas.
A revista online Pitchfork Media listou Robyn na 68º posição em 200 álbuns, em toda a década

## Singles
"Be Mine!", o primeiro single do álbum em Sueco, alcançou o terceiro lugar nos mais ouvidos e permaneceu na posição por dezenove semanas. A música recebeu críticas positivas e foi nomeada a quarta melhor canção de 2005 pela Stylus Magazine. O segundo single, "Who's That Girl?", alcançou a trigésima sétima posição na Suécia. As canções "Handle Me" e "Crash and Burn Girl" foram liberados apenas como singles promocionais de rádios.
O single líder do álbum no Reino Unido, "Konichiwa Bitches", recebeu críticas positivas por ter "sensibilidade hip-hop" e habilidade para ilustrar "a paixão de Robyn em fazer música", a canção alcançou a décima nona posição de mais ouvidas, no Reino Unido. "With Every Heartbeat", uma colaboração com Keerup, foi liberada como segundo single no Reino Unido. Alcançou a primeira posição e tornou-se o single de maior sucesso de Robyn no Reino Unido. O terceiro single do álbum, "Handle Me", com remixes de Soul Seekerz, alcançou a décima sétima posição. "Be Mine" foi o quarto single, liberado em 14 de janeiro de 2008 and reached number ten, tendo alcançado a décima posição. "Who's That Girl" foi o quinto single do Reino Unido, liberado em 28 de abril de 2008, sendo o vigésimo sério. "Dream On" foi liberado em 17 de novembro de 2008, como o single líder de uma edição especial do álbum Robyn e tornou-se o 29º.
O single líder do álbum nos Estados Unidos, "With Every Heartbeat", foi liberado em 29 de janeiro de 2008, somente em downloads. Foi tocado em clubs e alcançou a quinta posição no Billboard Dance/Club Play Songs da  Billboard, como a décima segunda posição no Hot Dance Airplay. O segundo single dos Estados Unidos, "Handle Me", foi liberado em 1 de abril de 2008, sendo a décima primeira canção mais ouvida do Billboard Dance/Club Play Songs da  Billboard e quarta, do Hot Dance Airplay.

## Lista de Faixas
Edição Sueca
| N.º | Título                            | Compositor(es)     | Duração |  |
| 1.  | "Curriculum Vitae" (com Swingfly) | Robyn, Klas Åhlund | 1:53    |  |
| 2.  | "Who's That Girl"                 | Robyn              | 3:47    |  |
| 3.  | "Handle Me"                       | Klas Åhlund        | 3:47    |  |
| 4.  | "Robotboy"                        | Klas Åhlund        | 3:31    |  |
| 5.  | "Be Mine!"                        | Robyn, Klas Åhlund | 3:27    |  |
| 6.  | "Bionic Woman" (Interlude)        |                    | 0:16    |  |
| 7.  | "Crash and Burn Girl"             | Robyn, Klas Åhlund | 3:35    |  |
| 8.  | "Tomteverkstan" (Interlude)       |                    | 0:14    |  |
| 9.  | "Konichiwa Bitches"               | Robyn, Klas Åhlund | 2:37    |  |
| 10. | "Bum Like You"                    | Robyn, Klas Åhlund | 3:42    |  |
| 11. | "Eclipse"                         | Klas Åhlund        | 3:29    |  |
| 12. | "Should Have Known"               | Robyn, Klas Åhlund | 3:59    |  |
| 13. | "Anytime You Like"                | Robyn              | 3:52    |  |

Edição Internacional
| N.º | Título                               | Compositor(es)                                                                                                  | Duração |  |
| 1.  | "Curriculum Vitae" (com Swingfly)    | Robyn, Klas Åhlund                                                                                              | 1:53    |  |
| 2.  | "Konichiwa Bitches"                  | Robyn, Klas Åhlund                                                                                              | 2:37    |  |
| 3.  | "Cobrastyle"                         | Klas Åhlund, Joakim Åhlund, Patrick Arve, Ewart Brown, Fabian Torsson, Troy Rami, David Parker, Sylvia Robinson | 4:10    |  |
| 4.  | "Handle Me"                          | Klas Åhlund | 3:47    |  |
| 5.  | "Bum Like You"                       | Klas Åhlund | 3:42    |  |
| 6.  | "Be Mine!"                           | Robyn, Klas Åhlund                                                                                              | 3:27    |  |
| 7.  | "With Every Heartbeat" (com Kleerup) | Robyn, Klas Åhlund                                                                                              | 4:13    |  |
| 8.  | "Who's That Girl"                    | Robyn | 3:47    |  |
| 9.  | "Bionic Woman"                       | | 0:16    |  |
| 10. | "Crash and Burn Girl"                | Robyn, Klas Åhlund                                                                                              | 3:35    |  |
| 11. | "Robotboy"                           | Klas Åhlund | 3:31    |  |
| 12. | "Eclipse"                            | Klas Åhlund | 3:29    |  |
| 13. | "Should Have Known"                  | Robyn, Klas Åhlund                                                                                              | 3:59    |  |
| 14. | "Anytime You Like"                   | Robyn | 3:52    |  |

## Posições e Prêmios
| Lista                   | Posição Alcançada |
| ----------------------- | ----------------- |
| Sverigetopplistan       | 1                 |
| UK Albums Chart         | 13                |
| Canadian Albums Chart   | 29                |
| VG-lista                | 35                |
| European Top 100 Albums | 48                |
| Schweizer Hitparade     | 52                |
| Ultratop                | 73                |
| Billboard 200           | 100               |

| País           | Prêmio        | Vendas    |
| -------------- | ------------- | --------- |
| Suécia         | Disco Plátina | 65 mil +  |
| Reino Unido    | Disco Ouro    | 242 mil + |
| Estados Unidos |               | 33 mil +  |

## Histórico de Lançamento
| País                       | Data                 | Gravadora                       | Catálogo  |
| -------------------------- | -------------------- | ------------------------------- | --------- |
| Suécia                     | 27 de abril de 2005  | Konichiwa Records               | KOR002    |
| Noruega                    | 27 de abril de 2005  | Konichiwa Records               | KOR002    |
| França                     | 2 de abril de 2007   | Konichiwa Records               | KOR005    |
| Reino Unido                | 2 de abril de 2007   | Konichiwa Records               | KOR005    |
| Alemanha                   | 10 de agosto de 2007 | Ministry of Sound/Edel Records  | 0181739   |
| Reino Unido(re-lançamento) | 13 de agosto de 2007 | Island Records                  | 1744780   |
| Austrália                  | 5 de outubro de 2007 | Modular Recordings              | MODCD074  |
| Estados Unidos             | 29 de abril de 2008  | Konichiwa/Cherrytree/Interscope | 001095902 |
| Japão                      | 14 de maio de 2008   | Universal Music Group           | UICI-1070 |